# Минден (Невада)
Минден (енгл. Minden) насељено је место без административног статуса у америчкој савезној држави Невада.

## Демографија
По попису из 2010. године број становника је 3.001, што је 165 (5,8%) становника више него 2000. године.
| Група             | 2000.         | 2010.         |
| Белци             | 2.569 (90,6%) | 2.595 (86,5%) |
| Афроамериканци    | 2 (0,1%)      | 8 (0,3%)      |
| Азијати           | 32 (1,1%)     | 50 (1,7%)     |
| Хиспаноамериканци | 187 (6,6%)    | 277 (9,2%)    |
| Укупно            | 2.836         | 3.001         |